# Якунин, Владимир Иванович
Влади́мир Ива́нович Яку́нин (род. 30 июня 1948, Меленки, Владимирская область, РСФСР, СССР) — советский, российский государственный деятель и разведчик, управленец, общественный деятель. Действительный государственный советник Российской Федерации 1-го класса. Дипломат, Чрезвычайный и Полномочный посол Российской Федерации (с апреля 2014 года).
Заместитель министра транспорта Российской Федерации и путей сообщения Российской Федерации. Президент ОАО «Российские железные дороги» (РЖД) (2005—2015).
С августа 2015 года работал в рамках Мирового общественного форума «Диалог цивилизаций». Тогда же Якунин, критиковавший Запад за информационную войну с Россией, приступил к созданию международного экспертно-аналитического центра, который сконцентрирован на поиске решений и выработке конкретных предложений для смягчения напряжённости в мире. Центр под названием Исследовательский институт «Диалог цивилизаций» открыт 1 июля 2016 года в Берлине. В апреле 2016 года Якунин единолично зарегистрировал Компанию «Бридженс» со штаб-квартирой в Москве — с целью оказания консалтинговых услуг в сфере инфраструктурных проектов и управления.
Приглашённый профессор-преподаватель ряда учебных заведений. В июле 2016 года учреждённый Якуниным Фонд целевого капитала «Истоки» начал проект по обучению студентов факультета политологии МГУ в крупных вузах мира — во Франции, Великобритании, Сингапуре, Китае и Гонконге. Автор книги «Коварная колея» (2017), рассказывающая о самых важных этапах его жизни, включая службу в разведке, и исторических событиях, к которым он имел непосредственное отношение.

## Биография

### Происхождение
Владимир Якунин родился в городе Меленки Владимирской области. Вспоминая о ранних годах, Владимир Иванович упоминал также о деревне Захарово Гусь-Хрустального района, что был там всего два раза в жизни: когда родился и второй раз — когда навещал своих бабушку и дедушку. Детство до 14 лет провёл в Эстонии в Пярну, где служил его отец, лётчик пограничных войск. На досуге глава семейства увлекался преферансом, и раз в месяц офицеры собирались в доме Якуниных для карточной игры; атмосфера и афоризмы, звучавшие во время партий, запомнились юному Владимиру. Мать работала бухгалтером. Родным городом Владимир Иванович считает Санкт-Петербург, куда в 1964 году после увольнения из Вооружённых сил отца переехала семья. В Ленинграде Якунин окончил 366-ю среднюю школу (1966 год).

### Карьера
В 1972 году окончил Ленинградский механический институт («Военмех», ныне Балтийский государственный технический университет «Военмех» имени Д. Ф. Устинова) по специальности «Производство летательных аппаратов», инженер-механик, специализировался в сфере проектирования и обслуживания баллистических ракет дальнего радиуса действия.
Трудовую деятельность начал младшим научным сотрудником Государственного института прикладной химии. В 1975—1977 годах служил в Вооружённых силах СССР. Обучался в Краснознамённом институте КГБ СССР (ныне Академия внешней разведки). После окончания службы в Советской Армии в 1977—1982 гг. работал инженером, старшим инженером Управления Государственного комитета Совета Министров СССР по внешнеэкономическим связям (ГКЭС). В 1982—1985 годах начальник иностранного отдела Физико-технического института им. А. Ф. Иоффе АН СССР.
По опубликованным неофициальным данным, которые в 2018 году в своей книге подтвердил сам Якунин, являлся офицером КГБ СССР и проходил службу в научно-технической разведке — Первом главном управлении КГБ СССР (ПГУ). Всего в разведке Якунин, по его собственным словам, проработал 22 года. В письме британскому журналу «Экономист», опубликованном в августе 2013 года, Якунин опроверг утверждения о том, что занимал высокие должности в КГБ или ФСБ. По словам Якунина, его воинское звание — «капитан-инженер».
С 1985 по февраль 1991 год на дипломатической работе (второй, затем первый секретарь Постоянного представительства СССР при ООН). В постпредстве занимался социально-правовой референтурой.
В начале 1991 года — председатель совета директоров АОЗТ «Международный центр делового сотрудничества».
С Владимиром Путиным Якунин познакомился ещё до своей командировки в США, «но это были эпизоды, не более». Основательное знакомство произошло после возвращения Якунина из США в 1991 году. 10 ноября 1996 года стал одним из учредителей дачного кооператива «Озеро», наряду с Путиным, предпринимателем Юрием Ковальчуком, совладельцем петербургского банка «Россия» Николаем Шамаловым и др. В период президентства Путина все соучредители заняли высокое положение в органах государственной власти и бизнесе. В 2013 году французское издание Le Monde характеризовало Якунина как «самого близкого человека к Путину».
В 1997—2000 годах начальник Северо-Западной окружной инспекции Главного контрольного управления президента РФ (с марта 1997 года ГКУ, после переезда из Санкт-Петербурга в Москву, возглавлял Путин). Переводу Якунина в Москву способствовал министр транспорта РФ Сергей Франк, который знал Владимира Ивановича по работе в совете директоров Балтийского морского пароходства.
С октября 2000 года до февраля 2002 года заместитель министра транспорта Российской Федерации, курировал развитие торгового флота и деятельность морских портов РФ.

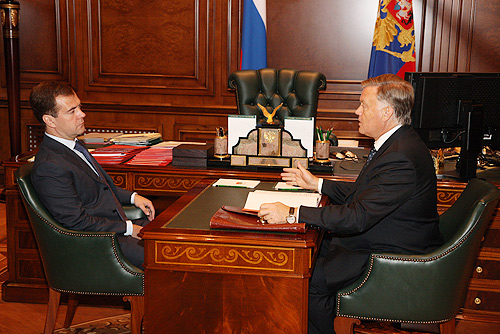
Дмитрий Медведев и Владимир Якунин.
2008 год

С февраля 2002 года — первый заместитель министра путей сообщения.
24 октября 2003 года совет директоров ОАО Российские железные дороги единогласно утвердил кандидатуру Якунина в качестве первого вице-президента компании, он курировал финансово-экономический блок.
Распоряжением Правительства Российской Федерации от 14 июня 2005 года № 786-р Якунин назначен президентом ОАО «Российские железные дороги», сменив первого президента компании Геннадия Фадеева. Распоряжением Правительства Российской Федерации от 12 июня 2008 года № 843-р Якунин вновь назначен на должность президента ОАО «Российские железные дороги».
Распоряжением Правительства Российской Федерации от 10 июня 2011 года № 987-р в третий раз назначен на должность президента ОАО «Российские железные дороги». По согласованию с президентом РФ В. Путиным контракт был продлён премьер-министром РФ Д.Медведевым на 3 года 25 августа 2014 года.
В сентябре 2008 года избран председателем совета директоров ЗАО «Южно-Кавказская железная дорога» (Армения), дочернего зависимого общества ОАО «РЖД».

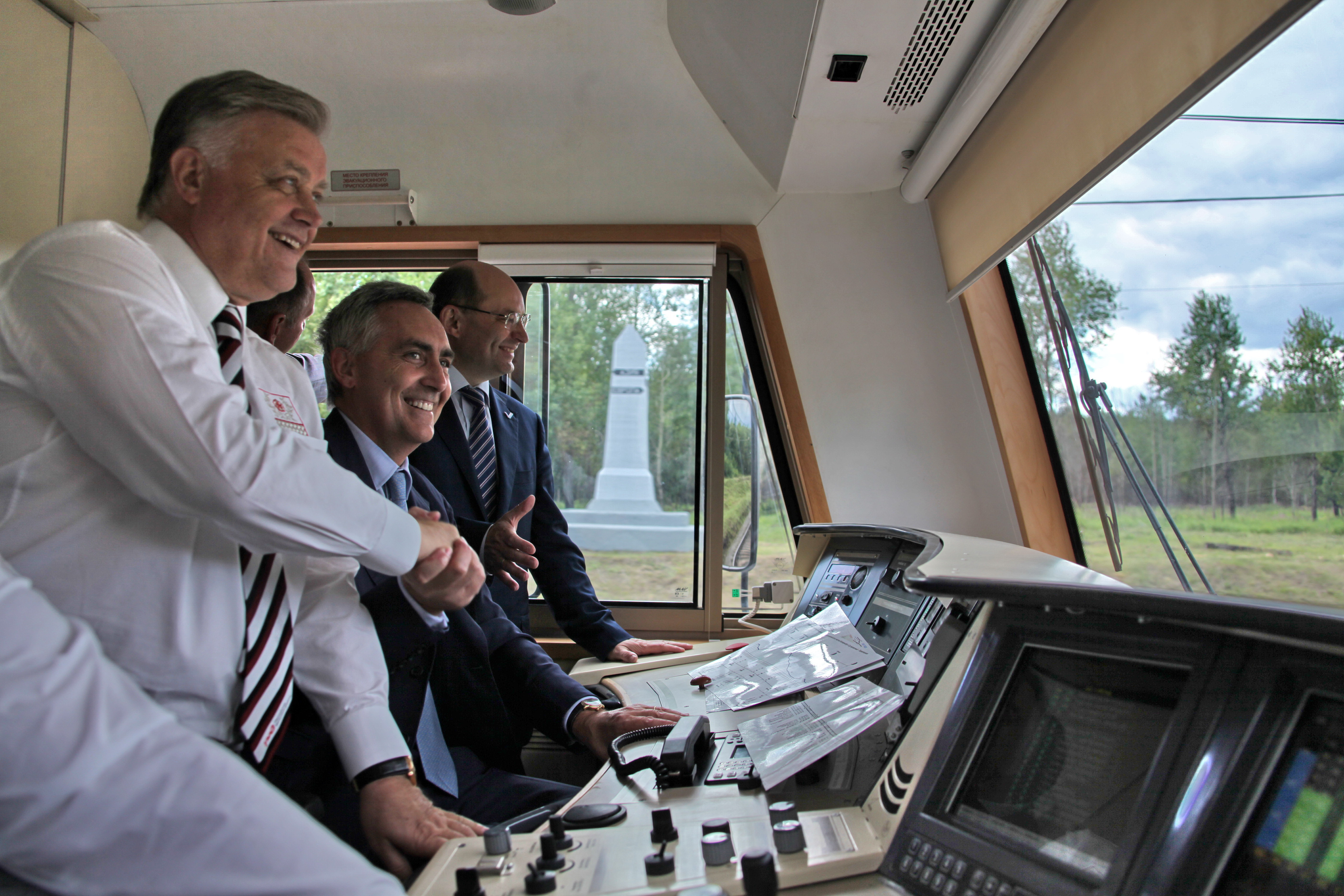
Опытный рейс электровоза 2ЭС10 с поездом в сто вагонов рекордного веса 9 тысяч тонн.
2011 год

12 декабря 2012 года в Париже состоялось заседание Генеральной ассамблеи Международного союза железных дорог, на котором президент ОАО «РЖД» Якунин избран на пост председателя Международного союза железных дорог. На прошедшем 3 декабря 2014 года в Париже заседании генассамблеи Международного союза железных дорог (МСЖД) Якунин единогласно переизбран председателем этой организации.
7 августа 2013 года доложил президенту РФ Путину о негативных тенденциях в железнодорожных перевозках, нарастающих с ноября 2012 года.
В 2013 году на железной дороге возникли системные финансовые проблемы. ОАО «РЖД» в целях экономии средств (по официальным данным на декабрь 2013 года) перевело часть работников на неполную рабочую неделю:

Это более выгодная формула, чем отпуска без содержания… По последним данным, в таком режиме у нас работает уже 27 % от численного состава. Это прежде всего касается людей, которые не заняты на перевозке и обеспечении безопасности— Владимир Якунин

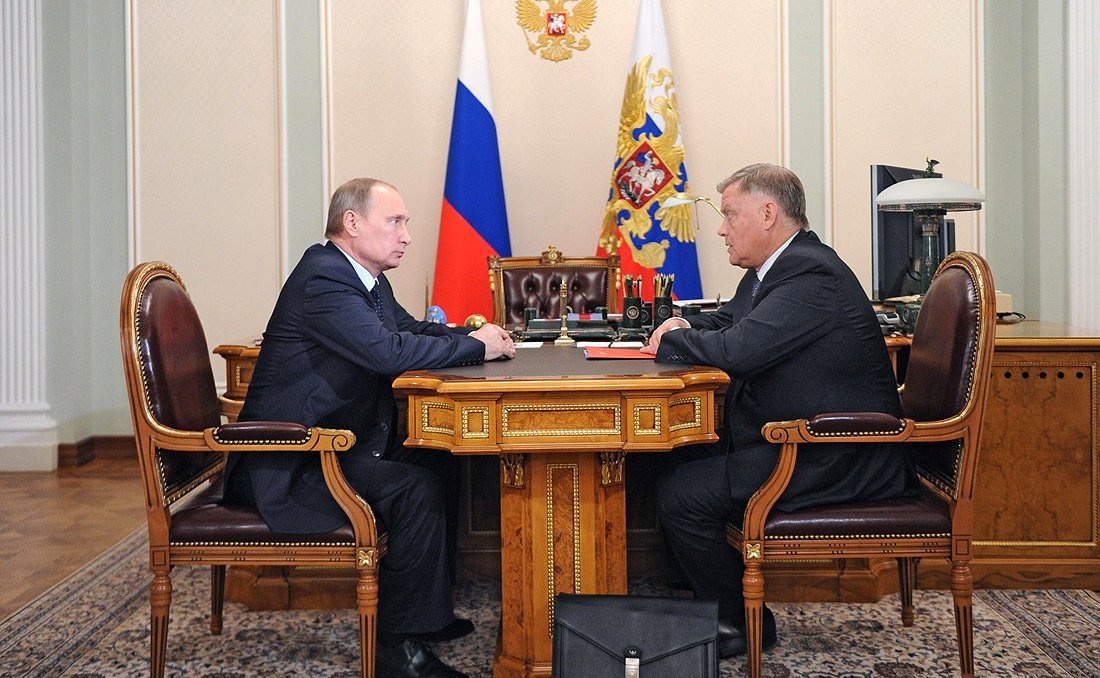
Владимир Путин и Владимир Якунин. 2013 год

В независимых источниках сообщалось, что по указанию руководства менеджеры, управленцы среднего звена и другие сотрудники РЖД ежемесячно берут неоплачиваемый трёхдневный отпуск. Заявление об отпуске без содержания пишет и сам Якунин, продолжая, как и его коллеги, выходить на работу.
7 июля 2014 года Якунин переизбран в Совет директоров ОАО «РЖД».
В 2013—2014 году при непосредственном участии Якунина были приняты решения о модернизации Восточного полигона РЖД — БАМа и Транссиба, о начале проектирования высокоскоростного движения.
18 апреля 2014 года президентским указом № 225 Владимиру Якунину был присвоен ранга чрезвычайного и полномочного посла. Сам документ не был опубликован ни на сайте главы государства, ни на официальном портале правовой информации. По словам бывшего замминистра иностранных дел, чрезвычайного и полномочного посла Сергея Орджоникидзе «никогда ранее президентские указы о присвоении рангов посла не были закрытыми».
В июле 2014 года Якунин выдвинул идею создания российско-белорусско-казахстанской Объединённой транспортно-логистической компании (ОТЛК), ядром которой станет транспортно-логистический холдинг, уже включающий дочерние компании «Жефко» и «РЖД-Логистика», с целью развития на пространстве Таможенного союза логистических услуг уровня 4PL. Вследствие мер по оптимизации логистики, предпринятых Якуниным, объём контейнерных перевозок грузов в 2014 году увеличился почти на 25 %.
18 мая 2015 года совет директоров компании утвердил персональные критерии эффективности для Якунина, увязав размер его премий с показателями финансовой и эксплуатационной деятельности ОАО «РЖД».
30 июля 2015 года Якунин открыл вновь построенное за 3 года моторвагонное депо Подмосковная для обслуживания скоростных поездов «Сапсан» и «Ласточка», а также музейно-производственный комплекс в паровозном депо Подмосковная.
17 августа 2015 года Врио губернатора Калининградской области Николай Цуканов предложил кандидатуру Якунина в члены Совета Федерации — представителя от исполнительного органа государственной власти субъекта РФ. Единственным основанием для возможного выдвижения Якунина (для преодоления ценза оседлости) стал его статус чрезвычайного и полномочного посла, о существовании которого стало публично известно только 20 августа 2015 года от Калининградского облизбиркома. 15 сентября 2015 года стало известно, что Якунин отказался от поста сенатора. Причиной этого стала юридическая невозможность в статусе сенатора продолжать работу в руководящих органах международных общественных организаций, где состоит Якунин.
20 августа 2015 года Председатель Правительства России Дмитрий Медведев подписал распоряжение об освобождении президента АО «РЖД» Якунина от занимаемой должности. Согласно пояснению В. Путина, это был выбор самого Якунина. По признанию Якунина, о том, что срок продления его очередного трёхлетнего контракта будет неполным, речь шла ещё в августе 2014 года при подписании документа. Главной задачей для Владимира Ивановича в этот период был запуск ряда инфраструктурных проектов. Наиболее важным результатом своей 14-летней деятельности в железнодорожной отрасли Якунин назвал сохранение и развитие тяжёлого машиностроения в сфере производства отечественных локомотивов, грузовых, пассажирских вагонов.
После отставки Якунина его имя практически перестало упоминаться в ведомственных документах РЖД, и он перестал представлять российские железные дороги на международных форумах, где его автоматически сменил новый глава компании Олег Белозёров.
По состоянию на апрель 2019 года Якунин возглавлял отдел политологии в Центре политологии Института социально-политических исследований РАН.

### Научная деятельность
В 2005 году под руководством профессора А. И. Соловьёва защитил кандидатскую диссертацию «Механизм разработки геостратегий в современном российском государстве (на примере транспортно-железнодорожной сферы)»;
в 2007 году — докторскую диссертацию «Процессы и механизмы формирования государственной политики в современном российском обществе». Доктор политических наук. Среди научных трудов и монографий Якунина: «Формирование геостратегий России: транспортная составляющая» (2005), «Политология транспорта: политическое измерение транспортного развития» (2006), «Формирование государственной политики в современной России: проблемы теории и практики» (2006) и др.
С конца 2010 года заведует кафедрой государственной политики факультета политологии МГУ им. М. В. Ломоносова.
С 2016 года для повышения престижа политологического образования МГУ по инициативе Якунина совместно с факультетом политологии МГУ имени М. В. Ломоносова реализуется «Образовательная программа по политологии PolitIQ».
Якунин — приглашённый профессор Стокгольмской школы экономики и Пекинского университета, почётный доктор Дипломатической академии МИД России.

### Общественная деятельность
Является членом Попечительского совета Большого драматического театра им. Г. А. Товстоногова.
Якунин является председателем Попечительского совета Центра национальной славы и Фонда Андрея Первозванного. Ежегодно, на Пасху, лично участвует в доставке Благодатного огня со Святой Земли из Храма Гроба Господня в Иерусалиме в Россию.
Якунин — председатель Попечительского совета благотворительного фонда социальной помощи детям «Расправь крылья!». Возглавляемая Якуниным компания выделяет средства на реализацию проектов фонда, созданного в 2007 году и занимающегося адресной материальной помощью детям-сиротам, детям-инвалидам, тяжелобольным детям; содействием семейному устройству детей; социальной адаптацией детей-сирот и детей-инвалидов; постинтернатным сопровождением воспитанников детских домов. Ряд проектов фонда осуществляется под личным патронатом Якунина.
10 сентября 2007 года участвовал в Родосском форуме в Греции, выступил с докладом по теме «Перспективы диалога цивилизаций в горячих точках».
С 13 января 2010 года — член попечительского совета фонда «Русский мир».
Якунин — президент мирового общественного форума «Диалог цивилизаций». Сопрезидент Ассоциации «Франко-российский диалог».
22 сентября 2010 года завёл блог в Живом Журнале. Свободно владеет английским языком.
При содействии Якунина и Фонда Андрея Первозванного в 2011 году открыт монастырский музей в Нило-Столобенской пустыни на озере Селигер.
С 2012 года Якунин — член попечительского совета Российского военно-исторического общества. При участии Якунина ОАО «РЖД» и РВИО заключили соглашение о сотрудничестве в осуществлении общих социально-культурных проектов, имеющих историко-патриотическую направленность. Общими усилиями в марте 2014 года в Центральном музее Великой Отечественной войны на Поклонной горе устроена выставка «Прощание славянки. История одной песни», а 8 мая 2014 года на площади перед Белорусским вокзалом открыта скульптурная композиция «Прощание славянки».
В 2016 году Якунин стал соучредителем Исследовательского Института «Диалог Цивилизаций».
1 июля 2016 года в Берлине Якунин открыл экспертно-аналитический центр под названием «Исследовательский Институт „Диалог цивилизаций“».
В августе 2018 года Совет муфтиев России наградил Якунина медалью «За заслуги», отметив его вклад «в укрепление духа доверия и сотрудничества между людьми разных религиозных традиций» в многонациональном российском обществе, а также за поддержку идей Совета муфтиев России и Духовного управления мусульман Российской Федерации.
Председатель попечительского совета Фонда целевого капитала «Истоки».

## Семья и личная жизнь

### Супруга
Супруга Наталья Викторовна Якунина (р. 1 января 1948) — его ровесница и одноклассница, по профессии инженер, познакомились в девятом классе, поженились на четвёртом курсе. Сам Якунин уточнил, что познакомился с будущей супругой в поезде Ленинград—Таллин, предложение сделал в электричке. В настоящее время она на пенсии, ведёт благотворительный проект «Святость материнства». Наталья Якунина совместно с сыновьями Сергея Чемезова, Владимира Артякова и дочерью Николая Токарева, по данным «Ведомостей», владеет гостиничным комплексом «Меридиан» в Геленджике.
В июле 2013 года Якунин и его жена соучредили и возглавили эндаумент-фонд Мирового общественного форума «Диалог цивилизаций», зарегистрированный в Женеве. Фонд будет оказывать финансовую поддержку исследованиям и деятельности в сфере политических и общественных наук, религии и культуры; стимулировать международный диалог по экономическим и политическим вопросам современности, а также поиск компромиссов в случае социальных волнений и международных споров. Наталья Якунина стала президентом фонда, а Владимир Якунин — вице-президентом.
Якунины имеют двух сыновей и четырёх внуков.

### Дети
Сын Андрей Якунин (р. 1975) окончил экономический факультет Санкт-Петербургского государственного университета, продолжил образование в Лондонской школе бизнеса и бизнес-школе Колумбийского университета. По словам В. И. Якунина, Андрей живёт со своей семьёй в Лондоне, где имеет лучшую в британской столице русскую библиотеку и фонотеку для детей.
Работал в гостиничном комплексе «Прибалтийская» в Петербурге, был соучредителем компании «Тристар Инвестмент Холдингс», основателем и директором британской инвестиционной компании Venture Investments & Yield Management (VIYM), специализирующейся на управлении фондами прямых инвестиций в гостиничную недвижимость стран Западной и Восточной Европы, а также в компании реального сектора в России и СНГ. По словам Алексея Навального, участвует в крупных девелоперских проектах на землях РЖД. Реагируя на критику, А. Якунин пояснял, что упомянутые Навальным уже действующие гостиницы Courtyard by Marriott Москва Павелецкая, Park Inn by Radisson Ижевск, Park Inn by Radisson Астрахань и Park Inn by Radisson Казань приобретались у частных коммерческих структур, а участки, на которых они расположены, никогда не имели отношения к РЖД. В мае 2012 года компания «ЛенспецСМУ» приобрела права на строительство жилого комплекса «Галактика» в Петербурге. По оценке отца, Андрей Якунин обладает «блестящими аналитическими способностями», «трудоголик», читает курс лекций в СПГУ. Имеет сына и дочь. Сын Игорь окончил престижную лондонскую школу Highgate School. Имеет в собственности квартиру площадью 150  м² на улице Рочдельской в Москве.
С 2014 года — президент ассоциации выпускников Санкт-Петербургского государственного университета.
В 2009 году принадлежащая Андрею Якунину Региональная гостиничная сеть (РГС) подписала с компанией The Rezidor Hotel Group стратегическое соглашение об открытии 20 отелей под брендом Park Inn by Radisson в крупных городах России. К июлю 2012 года уже построены и работают отели этого бренда в Казани, Астрахани и Ижевске. Строятся отели в Ярославле, Волгограде, Сочи и Новосибирске. Ещё три отеля находятся в стадии проектирования. Завершить строительство всех гостиниц РГС планирует к 2015 году, в проект вложено уже 115,3 млн долларов.
Комментируя сообщения СМИ об обращении сына Андрея за подданством Великобритании в 2015 году, Владимир Якунин в январе 2016 года сообщил, что руководство России было информировано об этом и возражений не поступило. К моменту обращения Андрей Якунин жил в Великобритании пять лет и стал иметь право на получение подданства.
17 октября 2022 года был арестован в Хаммерфесте (Норвегия), с 19 октября находится в тюрьме Тромсё, будучи обвинённым в использовании дрона на острове Шпицберген, что гражданам РФ запрещено законом. Адвокаты Якунина оспаривают его заключение под стражу с тем аргументом, что Якунин — гражданин Великобритании. Дело Якунина будет рассматриваться в Верховном суде Норвегии. 8 декабря Окружной суд города Тромсё оправдал и отпустил Андрея Якунина по делу об использовании дрона.
Сын Виктор Якунин (р. 1978) окончил юридический факультет Санкт-Петербургского государственного университета, с середины 2000-х работал в российском офисе трейдинговой компании Gunvor, с 2007 занимал пост директора по юридическим вопросам, курировал вопросы юридического обеспечения проектов Gunvor в России.
По словам В. И. Якунина, Виктор живёт с женой и двумя детьми в Санкт-Петербурге. Имеет дочь Полину.

### Доходы и собственность
22 июля 2013 года постановлением Правительства РФ ОАО «РЖД» включено в список госкомпаний, руководители которых обязаны декларировать свои доходы и расходы. В июне 2014 года стало известно, что Якунин отказался публично обнародовать свои доходы, ограничившись предоставлением этих сведений в налоговую инспекцию и правительство РФ. По оценке Forbes, совокупные доходы Якунина за 2013 год составили 15 млн долларов.
В 2006 году, по данным газеты Ведомости, Якунин заработал 21 млн рублей (около 817 тыс. долларов) в качестве председателя совета директоров «Транскредитбанка» (ТКБ), что сопоставимо с его доходом на основном посту. При этом размер вознаграждений, льгот и компенсаций расходов правления РЖД, в которое входило 25 человек, составил 373,6 млн рублей, или в среднем 14,9 млн рублей (около 575 тыс. долларов) на члена правления.
В первом квартале 2012 года выплаты правлению РЖД, в котором состояло 24 человека, составили 450,1 млн рублей, в первом квартале 2013 года — 129,2 млн руб.
7 августа 2014 года Якунин в своём блоге заявил о том, что не обязан публиковать информацию о своих доходах, при этом отметив, что как руководитель госкомпании он подаёт «данные о своих доходах в налоговую инспекцию и в правительство». Как сказал Якунин, опубликование его доходов несёт определённую угрозу членам его семьи.
21 января 2015 года, после длительного периода возражений и недовольства «вмешательством в его личную жизнь», Якунин всё же согласился подчиниться распоряжению правительства и публично раскрыть свои доходы. 8 мая 2015 года Якунин объявил, что зарабатывает 4 млн рублей в месяц. В ноябре 2015 года из официальных источников стало известно, что за 2014 год Якунин заработал 2,4 млн долларов.
В марте 2019 года Якунин сообщил, что активов вне России он не имеет.
Бывшая дача Якунина площадью 7 гектаров с 50-метровым бассейном, сауной 1400 квадратных метров и молитвенной комнатой с особым микроклиматом для дорогих икон и книг расположена в деревне Акулинино городского округа Домодедово Московской области. 19 ноября 2014 года Якунин сообщил, что продал дом в Акулинино, вырученные деньги положил на счёт в банке ВТБ, большого собственного жилья не имеет, а в период работы в РЖД проживал в служебной квартире.

### Взгляды
«В 1978 году, будучи ещё молодым офицером, я посетил специальную лекцию, которую представитель обкома ЦК КПСС читал группе старших сотрудников КГБ и личного состава разведки. В ней высказывались идеи, какие в то время ни один диссидент не осмелился бы произносить вслух. Например, что если Компартия не примет серьёзных мер по изменению социально-экономической формации, то в течение ближайших десяти лет Советский Союз столкнётся с системным кризисом… В 1985 году меня направили в Нью-Йорк на работу дипломатом — представителем СССР в Комитете ООН по использованию космического пространства в мирных целях. Я должен был сочетать эту деятельность со своей работой на Первое главное управление КГБ (внешняя разведка), что было одной из самых почётных профессий для советского гражданина. Образование, которое можно было получить в этой структуре, соответствовало по уровню Кембриджскому или Принстонскому университету».
В 2010 году Якунин в соавторстве с профессорами В. Багдасаряном и С. Сулакшиным выпустил книгу, в которой анализирует «новые сетевые технологии разрушения российской государственности, в том числе посредством вербовки деструктивных масс через социальные сети Интернета». Непосредственно о железных дорогах в книге не сказано ни слова, отмечает рецензент Анатолий Салуцкий, что заставляет экспертов предположить, что Якунин участвовал в данном издательском проекте в своём альтернативном амплуа деятеля внешней разведки и контрразведки.
21 марта 2014 года на заседании Президиума РАН Якунин выступил с докладом, подготовленным совместно с академиком Геннадием Осиповым и ректором МГУ Виктором Садовничим — «Транс-Евразийский пояс развития» (ТЕПР). Этот проект предполагает строительство транспортных артерий по всей России, развитие инфраструктуры и уход экономики от западной модели.
В 2014 году Якунин выдвинул идею объявить в России масштабную финансовую амнистию, предпринять конкретные шаги, «которые позволят вернуть капиталы в Россию».
В марте 2015 года резонанс в СМИ получила прочитанная Якуниным в Санкт-Петербургском государственном университете лекция под названием «Глобализация и капитализм», в которой глава РЖД размышлял о культе денег, охватившем мир с подачи США, общемировых тенденциях к «чипизации» населения, последствиях глобализации, в ходе которой происходит утрата национальной идентичности, а «нации превращаются в население». В лекции перед общественно-педагогическим форумом в Санкт-Петербурге Якунин критиковал идеалы «общества потребления».
В октябре 2017 года британское издательство Biteback Publishing презентовало новую книгу Якунина «Коварная колея» (The Treacherous Path), в которой автор рассказывает о своей работе в качестве офицера внешней разведки, в министерстве транспорта и на посту руководителя железнодорожного холдинга. В этой наиболее откровенной своей книге Якунин повествует также об исторических событиях, к которым он имел непосредственное отношение по роду профессиональной деятельности. Название «Коварная колея», по разъяснению личного представителя Якунина Григория Левченко, представляет собой аллюзию на крушение в результате теракта «Невского экспресса» в 2009 году и отражает стремление Якунина привлечь внимание общественности к угрозе распространения терроризма. Книга вышла в свет в бумажном и электронном форматах 12 апреля 2018 года на английском языке, планируется русское, итальянское и французское издания.

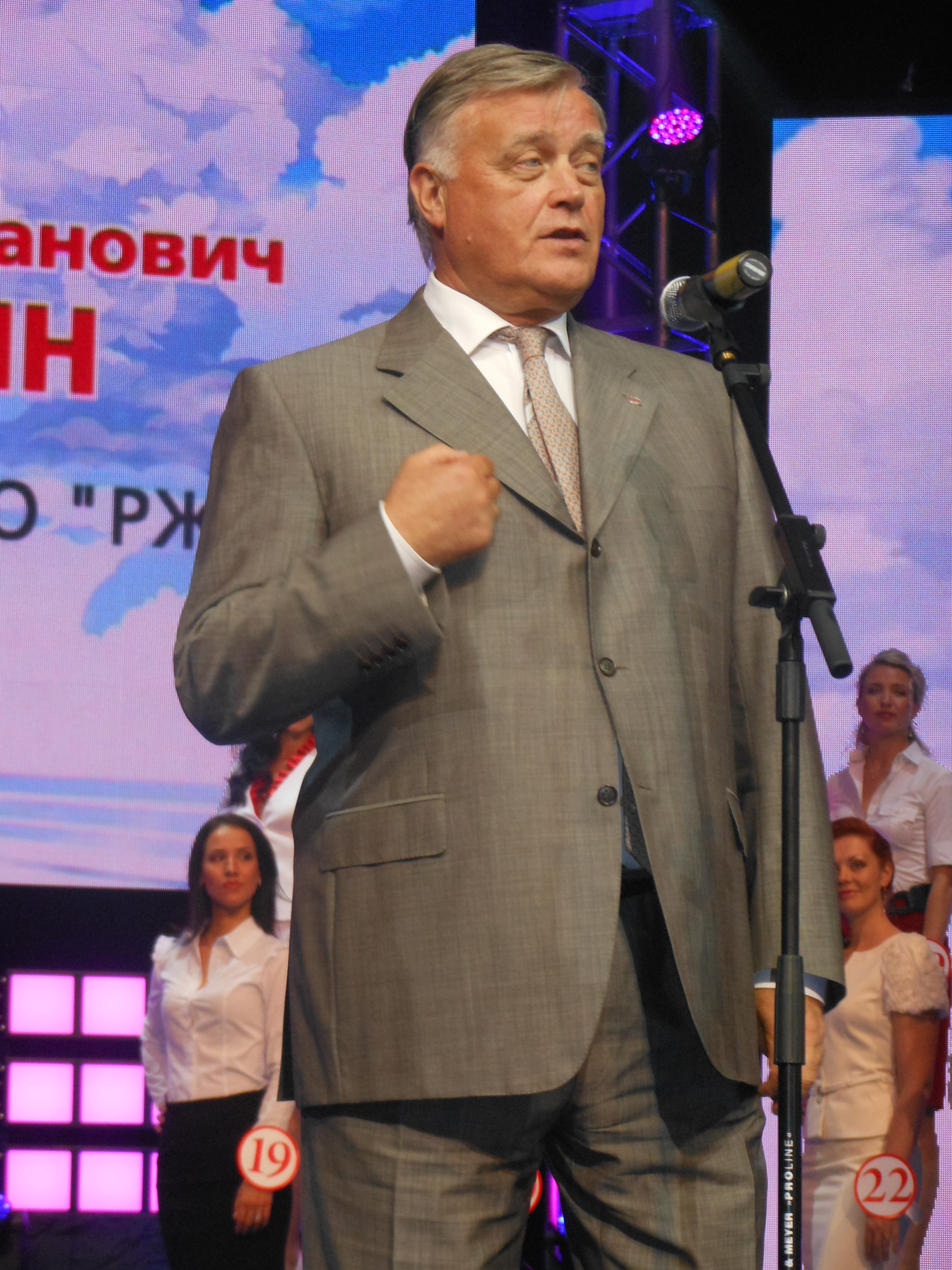
Владимир Якунин открывает конкурс «Краса ОАО „РЖД“—2012», победила на котором главный специалист его аппарата Елена Хоменко.

По заведённой ещё в царские времена традиции железнодорожного транспорта, в распоряжении главы Российских железных дорог имеется отдельный персональный вагон. По признанию Якунина, этот вагон — не роскошь, это средство выживания, потому что главный железнодорожник выезжает в нём на объезды дороги, «это для него дом на колёсах, он там живёт, ест, спит, принимает душ, меняет рубашки». Вагон президента ОАО «РЖД» отличается от обычного вагона интерьером: в нём есть большой стол, за которым можно провести совещание, купе, в котором можно отдохнуть, там пошире кровать, есть душ.
По поручению Якунина французская актриса Консуэло де Авиланд (жена актёра Игоря Костолевского) добилась возобновления с 12 декабря 2011 года прямого железнодорожного сообщения поездом Москва—Берлин—Париж (отменённого по инициативе французской стороны в 1994), а чуть позже Москва—Вена—Милан—Ницца[значимость факта?]. После этого Якунин назначил Консуэло де Авиланд официальным представителем ОАО «РЖД» и Федеральной пассажирской компании в Париже.
По признанию Якунина, за всю жизнь он лишь дважды отдыхал в санаториях: однажды лечился в здравнице от радикулита, а за 10 лет работы в РЖД впервые 10 дней отдохнул в ведомственном санатории «Мыс Видный» только в 2014 году. В ходе Открытого разговора с коллективом холдинга 30 сентября 2014 года сообщил, что увлекается собаководством.

## Критики и санкции

### Критика
В июле 2009 года Якунин подписал приказ о переименовании Ленинградского вокзала в Николаевский, своё решение мотивировал девизом «историзм и преемственность», но после поднявшейся волны критики уже через 4 часа приказ был назван «технической накладкой», отменён и вокзалу возвращено прежнее название.
23—24 июня 2010 года побывал с визитом в Эстонии, где участвовал в железнодорожном форуме стран СНГ и Балтии, а затем, как утверждала эстонская пресса, якобы обещал председателю Центристской партии Эстонии и мэру Таллина Эдгару Сависаару и вице-мэру Таллина Денису Бородичу финансовую поддержку партии к парламентским выборам в размере 1,5 млн евро. А также организовал в Таллине внеплановый концерт симфонического оркестра под управлением дирижёра Мариинского театра Валерия Гергиева, расходы на который (кроме аренды зала) были покрыты российской стороной. Некоторые эстонские СМИ расценили это событие как подтверждение поддержки властями России Центристской партии. Сависаар же объяснял, что попросил у Якунина денежной поддержки на строительство православного храма в таллинском районе Ласнамяэ и представил главе РЖД сметную документацию, согласно которой требовалось около 15 млн крон на строительство фасада церкви. Эстонский политик опроверг обвинения в политической подоплёке этого финансирования.
В январе 2013 года главный редактор «Русской службы новостей (РСН)» Сергей Доренко в прямом эфире своей радиостанции заявил: «Все думают, „кто за Сердюковым“? Я отвечаю — Якунин. Потому что превратить прибыльную компанию в убыточную нелегко. Для этого надо вывести активы каким-то образом в „дочек“, отдать прибыльные контракты всевозможным левым компаниям — большая работа». В ответ на данное заявление Якунин подал судебный иск о защите чести, достоинства и деловой репутации. 16 июля 2013 года Хорошёвский суд Москвы полностью удовлетворил иск Якунина к Доренко и учредителю РСН, постановил взыскать 80 тысяч рублей в пользу Якунина, а также опровергнуть в эфире РСН информацию, порочащую честь и достоинство Якунина.
В июле 2013 года внимание прессы привлекло расследование, опубликованное Алексеем Навальным, где сообщалось о фирмах Якунина и его сыновей, зарегистрированных в зарубежных офшорах. Это, в частности, сеть отелей, компания, владеющая участками в порту в Ленинградской области, курортный комплекс в Геленджике и другая недвижимость. Навальный обратился, в частности, к президенту В. Путину и председателю правительства Д. Медведеву с требованием отставки Якунина и публичного расследования деятельности его семьи. Также заявления были отправлены в Генпрокуратуру, Следственный комитет, всем парламентским партиям. Правовых последствий эти обвинения не имели, сам Якунин назвал их безосновательными и не исключил, что может обратиться в суд с иском против Навального.
30 марта 2015 года Пресненский суд частично удовлетворил иск Якунина к газете The New York Times о защите чести и достоинства. Суд признал не соответствующими действительности утверждения газеты о нарушении Якуниным законодательства Российской Федерации.

### Санкции
6 марта 2014 года президент США Барак Обама подписал указ, согласно которому возможно вводить санкции против лиц из-за «нарушения суверенитета и территориальной целостности Украины». Документ расширил круг российских чиновников, подпадающих под визовые и экономические санкции. Против Якунина США ввели санкции 20 марта 2014 года. 19 июня 2014 года попал под санкции Австралии.
Сам Якунин опровергал свою вовлечённость в события на Украине и в аннексию Крыма Россией. Пресс-служба РЖД заявила, что данное решение является следствием «неадекватной реакции администрации США на свободное изъявление личной гражданской позиции по вопросу, имеющему огромный общественный резонанс в России», а отказ во въезде Якунину, являющемуся председателем Международного союза железных дорог, означает отказ не только руководителю российской госкомпании, но и главе крупной всемирной организации.
15 марта 2019 года Канада ввела санкции против Якунина из-за «агрессивных действий» России в Чёрном море и Керченском проливе, а также из-за аннексии Крыма.
13 апреля 2022 года, на фоне вторжения России на Украину, Якунин включен в санкционный список Великобритании, в октябре 2022 года попал под санкции Украины.

## Награды
Награды России:
| Страна          | Дата награждения | Награда                                                                     | Обоснование |
| --------------- | ---------------- | --------------------------------------------------------------------------- | --- |
| Россия          | 6 февраля 2012   | Лауреат премии Правительства Российской Федерации в области науки и техники | за разработку сталей, технологии изготовления, внедрение комплекса инновационных проектов и освоение массового производства железнодорожных колёс повышенной эксплуатационной стойкости для вагонов нового поколения |
| Минтранс России | 2005             | Медаль Павла Мельникова                                                     | за большой личный вклад в развитие транспортного комплекса России |
| Россия          | 10 августа 2006  | Орден Почёта                                                                | за большой вклад в развитие железнодорожного транспорта и многолетнюю добросовестную работу |
| Росжелдор       | октябрь 2007     | «Почётный железнодорожник ОАО „Российские железные дороги“»                 | за вклад в реализацию мероприятий по реформированию железнодорожного транспорта, разработку стратегии развития российских железных дорог, обеспечение конструктивной социальной политики, эффективное взаимодействие с органами государственной власти Российской Федерации и субъектов Российской Федерации, а также с зарубежными железнодорожными администрациями и международными организациями |
| Россия          | 22 октября 2007  | Медаль «За развитие железных дорог»                                         | за большой вклад в развитие железнодорожного транспорта и достигнутые трудовые успехи |
| Россия          | 16 июня 2008     | Орден «За заслуги перед Отечеством» IV степени                              | за большой вклад в развитие железнодорожного транспорта и многолетнюю добросовестную работу |
| Россия          | 30 июня 2008     | Почётная грамота Правительства Российской Федерации                         | за большой личный вклад в обеспечение эффективной работы железнодорожного транспорта и многолетний добросовестный труд |
| ГУСП            | 2009             | Медаль «За содействие в обеспечении специальных программ»                   | за высокую организацию работы по выполнению Указа Президента Российской Федерации «Вопросы мобилизации Российской Федерации» |
| МВД России      | 2009             | Медаль «90 лет транспортной милиции»                                        | за весомый вклад в дело охраны общественного порядка и в связи с 90-летием со дня образования органов внутренних дел на транспорте |
| Россия          | 15 ноября 2013   | Орден Дружбы                                                                | за достигнутые трудовые успехи и многолетнюю добросовестную работу |
| Россия          | 24 марта 2014    | Орден Александра Невского                                                   | за подготовку к Олимпийским играм в Сочи |
|                 | 21 августа 2015  | Знак «За заслуги в развитии ОАО „Российские железные дороги“ 1 степени»     | за многолетний, добросовестный труд на железнодорожном транспорте, большой вклад в развитие РЖД |
| Минтранс России | 21 августа 2015  | Медаль «За безупречный труд и отличие» I степени                            | за вклад в развитие транспортного комплекса России, многолетнюю и добросовестную работу. |
| Россия          | 24 августа 2015  | Медаль Столыпина П. А. I степени                                            | За заслуги в решении стратегических задач социально-экономического развития страны и многолетний добросовестный труд |

Награды СССР:
| Субъект | Дата награждения | Награда                    | Награда                    | Обоснование |
| ------- | ---------------- | -------------------------- | -------------------------- | ----------- |
| СССР    | [ 145 ]          | Медаль «За боевые заслуги» | Медаль «За боевые заслуги» |             |

Награды субъектов Федерации:
| Субъект               | Дата награждения | Награда                                                | Награда                                                | Обоснование                                                         |
| --------------------- | ---------------- | ------------------------------------------------------ | ------------------------------------------------------ | ------------------------------------------------------------------- |
| Алтайский край        | 25 сентября 2009 | Орден «За заслуги перед Алтайским краем» I степени     | Орден «За заслуги перед Алтайским краем» I степени     | за большой вклад в социально-экономическое развитие Алтайского края |
| Новосибирская область | 2 июня 2015      | Знак отличия «За заслуги перед Новосибирской областью» | Знак отличия «За заслуги перед Новосибирской областью» | за выдающиеся достижения, направленные на развитие области          |

Награды иностранных государств:
| Страна      | Дата награждения | Награда                                                                             | Награда                                                                             | Обоснование |
| ----------- | ---------------- | ----------------------------------------------------------------------------------- | ----------------------------------------------------------------------------------- | --- |
| Литва       | 14 июня 2002     | Командор ордена Великого князя Литовского Гядиминаса                                | Командор ордена Великого князя Литовского Гядиминаса                                | лишён 10 августа 2022 года |
| Кыргызстан  | 21 июня 2006     | Орден «Данакер»                                                                     | Орден «Данакер»                                                                     | за большой вклад в развитие экономических отношений между Кыргызской Республикой и Российской Федерацией                                                                           |
| Азербайджан | 2 мая 2009       | Орден «Дружба»                                                                      | Орден «Дружба»                                                                      | за особые заслуги в укреплении сотрудничества и взаимных связей между Азербайджанской Республикой и Российской Федерацией                                                          |
| Австрия     | 2010             | Большой золотой почётный знак со звездой «За заслуги перед Австрийской Республикой» | Большой золотой почётный знак со звездой «За заслуги перед Австрийской Республикой» | |
| Франция     | 2010             | Кавалер ордена Почётного легиона                                                    | Кавалер ордена Почётного легиона                                                    | |
| Казахстан   | 2011             | Орден Достык 2 степени                                                              | Орден Достык 2 степени                                                              | |
| Италия      | 9 июня 2011      | Великий офицер ордена «За заслуги перед Итальянской Республикой»                    | Великий офицер ордена «За заслуги перед Итальянской Республикой»                    | |
| Армения     | 21 октября 2011  | Орден Почёта                                                                        | Орден Почёта                                                                        | за значительный вклад в дело укрепления и развития сотрудничества между Республикой Армения и Российской Федерацией в сфере экономики                                              |
| Испания     | 20 июля 2012     | Кавалер Большого креста ордена Гражданских заслуг                                   | Кавалер Большого креста ордена Гражданских заслуг                                   | |
| Монголия    | 2014             | Орден Полярной Звезды                                                               | Орден Полярной Звезды                                                               | |
| Сербия      | 16 декабря 2013  | Золотая медаль «За заслуги»                                                         | Золотая медаль «За заслуги»                                                         | за организацию гуманитарной помощи для Косово и Метохии, в рамках которой дети из Косово смогли съездить в Россию, а также организацию поездок в Косово для российских журналистов |

Награды международных и межправительственных организаций:
| Субъект                                    | Дата награждения | Награда                                                           | Награда                                                           | Обоснование |
| ------------------------------------------ | ---------------- | ----------------------------------------------------------------- | ----------------------------------------------------------------- | --- |
| Межпарламентская ассамблея СНГ             | 10 февраля 2006  | Орден «Содружество»                                               | Орден «Содружество»                                               | за активное участие в деятельности Межпарламентской Ассамблеи и её органов, вклад в укрепление дружбы между народами государств — участников Содружества                |
| Совет глав государств СНГ                  | 3 сентября 2011  | Грамота Содружества Независимых Государств                        | Грамота Содружества Независимых Государств                        | за активную работу по укреплению и развитию Содружества Независимых Государств                                                                                          |
| Координационное транспортное совещание СНГ | 17 декабря 2014  | Медаль «Почётный транспортник Содружества Независимых Государств» | Медаль «Почётный транспортник Содружества Независимых Государств» | за большие заслуги в развитии транспортных систем государств Содружества, укрепление сотрудничества на транспортном пространстве СНГ, активное участие в работе КТС СНГ |

Конфессиональные награды:
| Конфессия:                                     | Дата награждения | Награда                                                                      | Обоснование |
| ---------------------------------------------- | ---------------- | ---------------------------------------------------------------------------- | --- |
| РПЦ                                            | 2005             | Орден преподобного Серафима Саровского II степени                            | |
| РПЦ                                            | 2008             | Орден святого благоверного князя Даниила Московского I степени               | |
| СМР                                            | 2008             | Орден «Аль-Фахр» I степени                                                   | за значительный вклад в дело развития и укрепления идеи диалога цивилизаций, распространение идеалов мирного сосуществования народов и религиозных традиций, а также в связи с 60-летним юбилеем |
| РПЦ                                            | 2009             | Орден преподобного Андрея Рублёва I степени                                  | |
| ИПЦ                                            | 2004             | Кавалер ордена Святого Гроба Господня                                        | за большой вклад в развитие диалога цивилизаций и народов и организацию всеправославной молитвы «Просите мира Иерусалиму»                                                                        |
| Сербская православная церковь                  | 17 декабря 2005  | Ордена святого Саввы I степени                                               | за деятельную любовь к братскому сербскому народу и Сербской Православной Церкви |
| Православная церковь Чешских земель и Словакии | 2009             | Орден святых равноапостольных Кирилла и Мефодия                              | за вклад в укрепление дружбы между народами России, Чехии и Словакии |
| АПЦ                                            | 2010             | Командор ордена святых апостолов Петра и Павла                               | за труды на благо Православной Церкви |
| ПЦА                                            | 2010             | Орден святителя Иннокентия II степени                                        | |
| РПЦЗ                                           | 2012             | Синодальный Знаменский орден II степени                                      | |
| РПЦ                                            | 2013             | Орден «Славы и Чести» II степени                                             | во внимание к помощи Церкви и в связи с 65-летием |
| РПЦ                                            | 2021             | Орден Святого благоверного великого князя Александра Невского II степени     | во внимание к помощи и трудам по проведению юбилейных торжеств по празднованию 800-летия со дня рождения благоверного князя Александра Невского                                                  |
| РПЦ                                            | 2023             | Орден Святителя Иннокентия, митрополита Московского и Коломенского I степени | во внимание к вкладу в сохранение традиционных ценностей в обществе и в связи с 75-летием со дня рождения                                                                                        |

Награды общественных организаций:
| Организация                | Дата награждения | Награда                                                             | Награда                                                             | Обоснование |
| -------------------------- | ---------------- | ------------------------------------------------------------------- | ------------------------------------------------------------------- | --- |
| Фонд Андрея Первозванного  | 2000             | Лауреат Международной премии Андрея Первозванного «Вера и Верность» | Лауреат Международной премии Андрея Первозванного «Вера и Верность» | за вклад в укрепление российской государственности и активное участие в реализации проекта создания Центра национальной славы |
| Фестиваль «Балтийский дом» | 2006             | Международная премия «Балтийская звезда»                            | Международная премия «Балтийская звезда»                            | |

## Книги
Автор нескольких десятков научных и публицистических работ.
- Якунин В. И., Багдасарян В. Э., Сулакшин С. С. Государственная политика вывода России из демографического кризиса. М.: Научный эксперт, Экономика, 2007.
- Якунин В. И., Багдасарян В. Э., Сулакшин C.C. Идеология экономической политики: проблема российского выбора. Монография — М.: Научный эксперт, 2008.
- Якунин В. И., Багдасарян В. Э., Куликов В. И., Сулакшин С. С. Вариативность и цикличность глобального социального развития человечества. Монография — М.: Научный эксперт, 2009.
- Якунин В. И., Сулакшин С. С., Симонов В. В., Багдасарян В. Э., Вилисов М. В., Куропаткина О. В., Нетесова М. С., Сазонова Е. С., Силантьев Р. А., Хвыля-Олинтер А. И., Ярутич А. Ю. Социальное партнёрство государства и религиозных организаций. Монография. — М.: Научный эксперт, 2009. — 232 с. — ISBN 978-5-91290-040-2.
- Якунин В. И., Багдасарян В. Э., Сулакшин C.C. Западня: новые технологии борьбы с российской государственностью. — М.: Эксмо, Алгоритм, 2010.
- Якунин В. И. Железные дороги России и государство — М.: Научный эксперт, 2010.
- Якунин В. И., Багдасарян В. Э., Сулакшин С. С., Новые технологии борьбы с российской государственностью: монография. 3-е изд. исправл. и дополн. — М.: Научный эксперт, 2013. — 472 с.